# Segunda Bis
Segunda Bis o la Segunda Sección Bis, nombre abreviado de los Servicios de Información del Ejército de Tierra, la Armada y el Ejército del Aire, fue un servicio de información y contra-información militar español. Estaban adscritos a las Segundas Secciones, o de Inteligencia, de los respectivos Cuarteles Generales. Fue formado tras la guerra civil española, y se mantuvo activo hasta que fue remodelado y transformado en los nuevos servicios de inteligencia con el nombre de CESID y este a su vez dejaría paso al CNI. En el periodo de 1992-1998 seguía activo al menos en el ejército del aire.

## Historia

### Sus orígenes
El propósito de un servicio de inteligencia es, esencialmente, obtener información para contribuir a salvaguardar los intereses del Estado, su integridad y su seguridad territorial. Con el final de la guerra civil española, la falta de libertad de crítica y el sistema político totalitario constituyeron un campo de cultivo adecuado para las conspiraciones políticas y estas para las teorías de la guerra antisubversiva, que arraigaron no solo en los militares, sino en una buena parte de la sociedad española de la época. Esto justificaría la creación, en la inmediata posguerra, de la llamada Segunda Bis del Estado Mayor. Sus funciones fueron controlar y reprimir los restos de republicanismo del país, los movimientos subversivos, así como la información política y el control ideológico de los Ejércitos que pudieran considerarse desleales u hostiles a Francisco Franco.
La Unidad Segunda Bis, solía estar compuesta por hombres seleccionados de la Guardia Civil, apoyados por suboficiales especializados en información y soldados de gran confianza, algunos de los cuales anteriormente habían sido profesionales de la policía. Generalmente iban vestidos de paisano para aumentar la discreción en sus acciones, procurando pasar desapercibidos en los ámbitos, a veces hostiles, donde se movían.
El control ejercido por la Segunda Bis sobre la información en la Región Canaria y Africana cercana, era muy eficaz, lo que fue muy importante para conocer y calibrar las tensiones dentro del ejército español en los conflictos con Marruecos.

### Época de la transición
Es muy importante el papel que los servicios de información desarrollan durante la transición española hacia la democracia. Los tres servicios de inteligencia activos en esos años son:
- El Servicio Central de Documentación (SECED).
- La Tercera Sección de Información del Alto Estado Mayor (SIAEM), de contra-inteligencia.
- Los servicios de información interna del ejército, conocidos como la Segunda Bis.

La Segunda Sección Bis de los Estados Mayores, estuvo dirigida durante la Transición por el Coronel José María Sáenz de Tejada (que posteriormente sería Jefe de Estado Mayor del Ejército de Tierra). En los años 50, la Segunda bis pasó a denominarse CESIBE.
Aun siendo el más conservador de los servicios de inteligencia, su director fue una de las personas clave para abortar el Golpe de Estado de 1981, por su actuación cuando ocupaba la Jefatura del Estado Mayor de la I Región Militar (Madrid). Una de sus acciones más conocidas fue la desarticulación de la Unión Militar Democrática (UMD). 
Actualmente es el Centro Nacional de Inteligencia (CNI) el servicio de inteligencia de España, creado por la Ley 11/2002, antes conocido como Centro Superior de Información de la Defensa (CESID).